# Бивер Крик (Мериленд)
Бивер Крик (енгл. Beaver Creek) насељено је место без административног статуса у америчкој савезној држави Мериленд.

## Демографија
По попису из 2010. године број становника је 251.
| Група             | 2000.    | 2010.       |
| Белци             | 0 (0,0%) | 229 (91,2%) |
| Афроамериканци    | 0 (0,0%) | 16 (6,4%)   |
| Азијати           | 0 (0,0%) | 1 (0,4%)    |
| Хиспаноамериканци | 0 (0,0%) | 2 (0,8%)    |
| Укупно            | 0        | 251         |